# Serafina Corrêa
Serafina Corrêa is een gemeente in de Braziliaanse deelstaat Rio Grande do Sul. De gemeente telt 14.733 inwoners (schatting 2009).